# 拉包陶马希
拉包陶马希（匈牙利語：Rábatamási），是匈牙利杰尔-莫雄-肖普朗州所辖的一个村。总面积21.76平方公里，总人口998，人口密度45.9人/平方公里（2011年1月1日）。